# (200179) 1999 JH119
(200179) 1999 JH119 es un asteroide perteneciente al cinturón de asteroides, descubierto el 13 de mayo de 1999 por el equipo del Lincoln Near-Earth Asteroid Research desde el Laboratorio Lincoln, Socorro, Nuevo México.

## Designación y nombre
Designado provisionalmente como 1999 JH119.

## Características orbitales
1999 JH119 está situado a una distancia media del Sol de 2,458 ua, pudiendo alejarse hasta 3,008 ua y acercarse hasta 1,909 ua. Su excentricidad es 0,223 y la inclinación orbital 4,330 grados. Emplea 1408,39 días en completar una órbita alrededor del Sol.

## Características físicas
La magnitud absoluta de 1999 JH119 es 16,2.